# Sertularella acutidentata
Sertularella acutidentata is een hydroïdpoliep uit de familie Sertulariidae. De poliep komt uit het geslacht Sertularella. Sertularella acutidentata werd in 1919 voor het eerst wetenschappelijk beschreven door Billard. 